# Герб Лесосибирска
Герб Лесосибирска — один из официальных символов города Лесосибирск Красноярского края Российской Федерации. Утверждён 21 октября 2004 года, внесён в Государственный геральдический регистр Российской Федерации под регистрационным номером 1727.

## Описание
Официальное описание герба:
В горностаевом поле зелёный широкий столб, обременённый золотой отвлечённой елью и поддерживаемый по сторонам восстающими чёрными соболями с червлёными (красными) глазами и языками
Герб может воспроизводиться в двух равнодопустимых версиях: без короны и со статусной территориальной короной.
Авторская группа: С. Белоусов, И. Горлов, В. Дюков, К. Мочёнов, Ю. Коржик, К. Переходенко, Г. Русанова, Г. Туник.

## Символика
Золотая ель и зелёный столб символизируют Лесосибирск как крупнейший лесопромышленный центр Красноярского края, главный производитель лесоэкспортной продукции в России, основные отрасли промышленности которого — деревообрабатывающая и лесохимическая. В геральдике ель — символ, указывающий на лесистость территории, лесное хозяйство, а также неумирающей, продолжающейся жизни, покоя и почёта. Горностаевое поле и два соболя (используемые в эмблеме и гербе Сибирского царства с XVII столетия) символизируют Сибирь, а также указывают на саму природу Сибири, которая как бы поддерживает труды людей своим богатством и разнообразием. В геральдике горностай — символ власти и благородства. Золото — символ прочности, богатства, величия, интеллекта. Зелёный цвет — цвет природы, весны, надежды, плодородия. Червлёный (красный) — символ труда, мужества, силы и красоты.

## История
На советских проектах герба города, известных по сувенирным значкам, были отражены основные отрасли хозяйства — лесная промышленность и флот.